# María Laura Lede
María Laura Lede Pizzurno (...) è un'ex schermitrice argentina.

## Palmarès
In carriera ha conseguito i seguenti risultati:
- Giochi Panamericani:

L'Avana 1991: bronzo nel fioretto a squadre.